# Showcase (comic book)
Showcase est un comic book édité par DC comics de 1956 à 1970. De nombreux super-héros qui par la suite eurent droit à leur propre titre (Green Lantern, Flash, etc.) y apparurent. Le numéro 4, daté de septembre 1956, comprend la première histoire du nouveau Flash. Les commentateurs datent généralement le début de l'âge d'argent des comics avec cette parution. À l'été 1959 le numéro 22 voit la recréation de Green Lantern. Les autres héros qui ont débuté dans ce comic book sont : les Challengers of the Unknown ; Space Ranger ; Adam Strange ; Rip Hunter ; the Sea Devils ; Atom (recréation du Silver age) ; les Metal Men ; les Inferior Five ; B'wana Beast ; le Creeper ; Anthro ; Hawk and Dove ; Bat Lash et Angel and the Ape.

## Histoire du titre
En 1956, les comics de super-héros se portent mal. Superman, Batman et Wonder Woman continuent à être publiés mais après la Seconde Guerre mondiale⁣⁣, de nombreux justiciers masqués disparaissent (Flash, Green Lantern, Captain America, etc.). D'autres genres ont pris le relais comme les comics d'horreur, les polars et les histoires à l'eau de rose. Cependant, ces trois genres ont quasiment disparu : les deux premiers à cause de l'instauration de la Comics Code Authority le dernier à cause d'une surproduction et d'un délaissement des lecteurs. L'heure est donc venue de relancer les comics de super-héros et c'est ce que va tenter DC Comics avec la revue Showcase. Cette anthologie présente un personnage différent chaque mois et dans le numéro quatre d'octobre 1956 paraît une aventure de Flash. Ce numéro est considéré habituellement comme celui qui lance l'Âge d'argent des comics.
La série commence en Mars–Avril 1956 et voit la première apparition de plusieurs personnages majeurs (le Flash et le Green Lantern de l'Âge d'Argent).
En 1962, DC acheta une adaptation du roman de James Bond et du film Dr. No, qui avait été publié dans British Classics Illustrated, et qui fut publié comme un numéro de Showcase. Ce fut la première apparition du personnage dans un comic book américain.
La série fut annulée en 1970, au numéro #93, présentant Manhunter 2070.

## Relance
En Août 1977, Showcase est relancé pour onze numéros après l'annulation de 1st Issue Special (en), qui fut édité entre 1975 et 1976.
Le nouveau Showcase, reprenant la numérotation d'origine, commence avec le numéro #94 et publia la première apparition de la nouvelle Doom Patrol et les aventures solo de Power Girl. Le numéro #100 (Mai 1978) a un caméo de presque tous les personnages qui avait été créés dans la série originale Showcase, dans une histoire co-écrite par Paul Kupperberg et Paul Levitz et dessinée par Joe Staton. La série fut annulée à nouveau après le numéro #104 (Septembre 1978), dans le cadre de ce qu'on appelle communément le " DC Implosion ". Les numéros #105 et #106 se virent imprimés dans Cancelled Comic Cavalcade et le #105 fut publié plus tard dans Adventure Comics. Le numéro #106 fut inclus dans l'édition The Creeper by Steve Ditko publiée par DC en 2010.

## New Talent Showcase
DC publia New Talent Showcase qui dura 15 numéros (Janvier 1984 – Mars 1985). Il changea brièvement de titre en Talent Showcase, et pris fin avec le numéro #19 (Octobre 1985). La plus grande partie fut éditée par Karen Berger (et pour un court moment par Sal Amendola). La série donna à de nouveaux scénaristes et artistes leur première opportunité professionnelle dans l'industrie du comics. Les créateurs notables qui firent leur début chez DC avec New Talent Showcase inclus Mark Beachum, Norm Breyfogle, Tom Grindberg, Steve Lightle, Mindy Newell et Stan Woch. Par sa politique éditoriale, la série ne présente que de nouveaux personnages.

## Showcasedes années 1990
DC relance le titre Showcase en 1993. La nouvelle série fut publiée sous le nom Showcase '93, une série limitée mensuelle de 12 numéros. Elle est remplacée l'année suivante par Showcase '94, etc. Showcase '96 #12 fut le dernier numéro.